# Tianjin Qingyuan Electric Vehicle

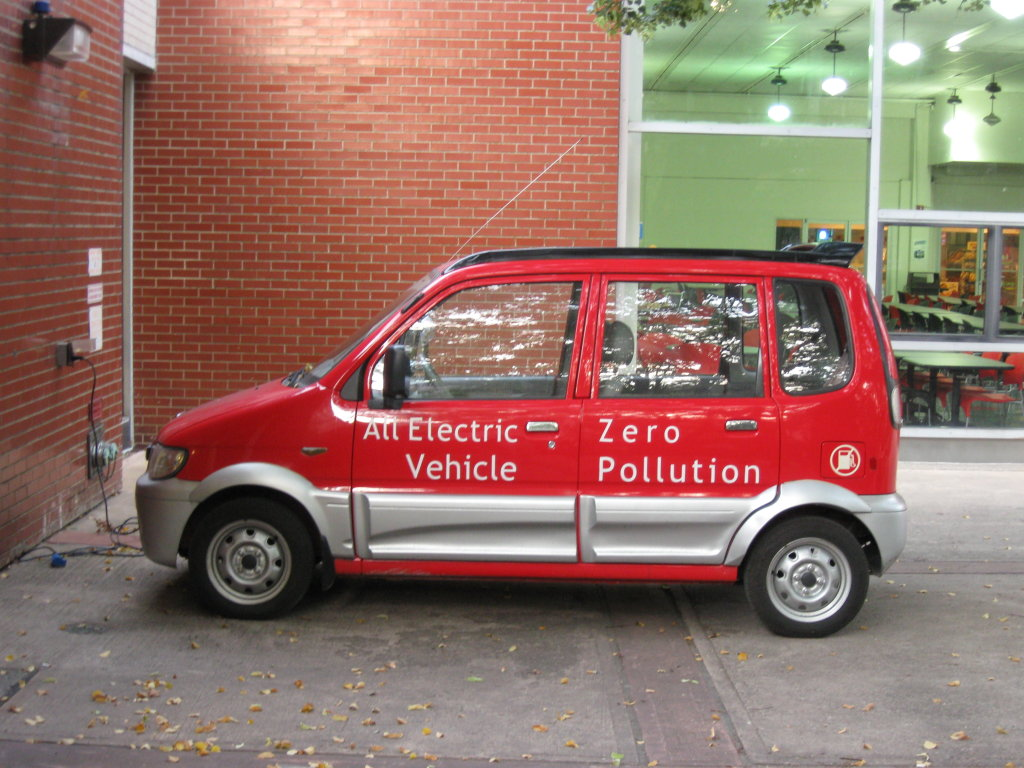
Miles ZX 40, entspricht Tianjin Qingyuan Xinfu ZX 40

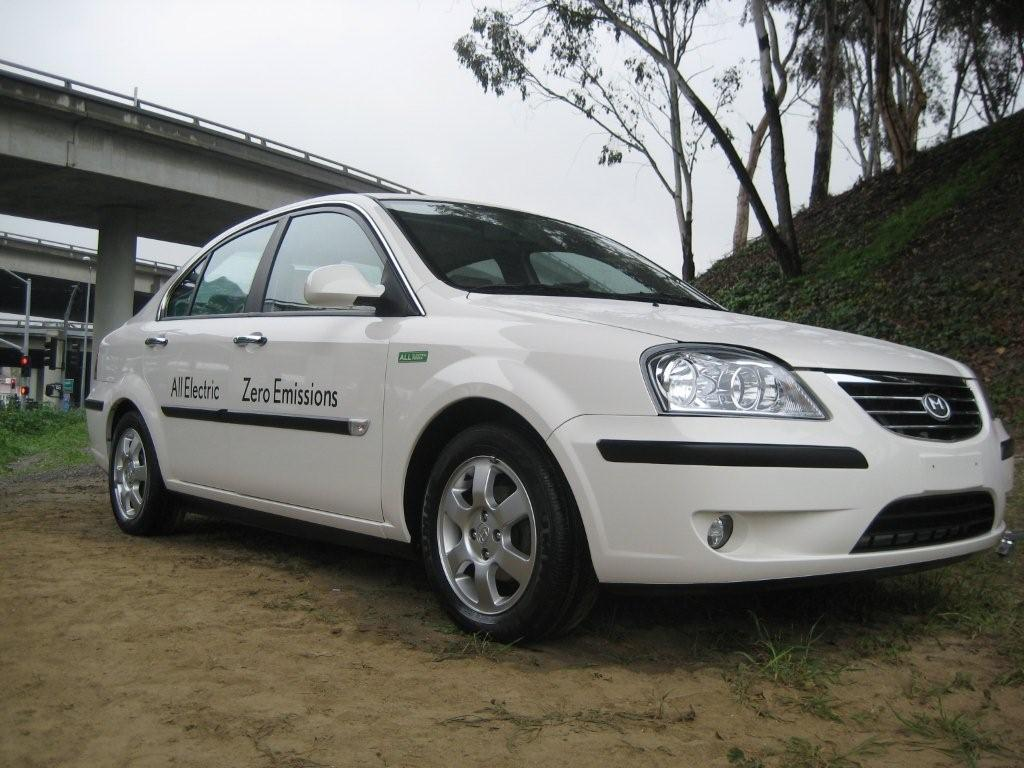
Miles XS 500, entspricht Tianjin Qingyuan Javlon XS 500

Tianjin Qingyuan Electric Vehicle Co. Ltd. ist ein Hersteller von Automobilen und Nutzfahrzeugen aus der Volksrepublik China.

## Unternehmensgeschichte
Das Unternehmen wurde im November 2001 in Tianjin gegründet und gehört zur Tianjin Automotive Industry Corporation. Die Produktion von Automobilen begann. Der Markenname lautet Tianjin Qingyuan. Miles Automotive Group vertreibt die Fahrzeuge in den USA als Miles. Eine andere Quelle gibt den Produktionszeitraum irrtümlich mit 2003 bis 2004 an.

## Fahrzeuge
Das Unternehmen stellt Elektroautos her. Viele basieren auf Modellen von FAW Huali (Tianjin) Motor und Xiali.
Nachfolgend eine Auflistung der Pkw, die 2007 im Angebot standen. Der Xinfu ZX 40 basierte auf einem Modell von Huali und ähnelte dem Daihatsu Move. Ein Elektromotor mit 4,2 kW trieb das Fahrzeug an. Es war bei einem Radstand von 2360 mm 3395 mm lang, 1475 mm breit und 1695 mm hoch. Das Leergewicht war mit 950 kg angegeben, die Höchstgeschwindigkeit mit 40 km/h bis 50 km/h und die Reichweite mit 65 km.
Der Vela basierte auf dem FAW Tianjin Xiali Vela. Der Elektromotor ermöglichte einerseits 120 km/h, andererseits 230 km Reichweite bei 40 km/h. Das Fahrzeug war bei einem Radstand von 2370 mm 4185 mm lang, 1660 mm breit und 1510 mm hoch. Es wog 1300 kg.
Der Vizi basierte auf dem FAW Tianjin Xiali Vitz. Er hatte einen Radstand von 2370 mm, eine Länge von 3640 mm, eine Breite von 1660 mm und eine Höhe von 1520 mm. Er wog 1200 kg. Die Höchstgeschwindigkeit war mit 100 km/h angegeben. Die Reichweite betrug 170 km bei 40 km/h.
Der Javlon XS 500 war 2007 für 2008 angekündigt. Er basierte auf dem Hafei Saibao. Er konnte 135 km/h erreichen sowie 240 km Reichweite.

## Produktionszahlen
| Jahr | Produktionszahl | Quelle |
| ---- | --------------- | ------ |
| 2005 | 120             | [ 2 ]  |
| 2006 | 100             | [ 2 ]  |
| 2007 | 100             | [ 2 ]  |